# Свердел (струмок)
Свердел (біл. Свердзел) — струмок у Мстиславському районі Могильовської області Білорусі, ліва притока Чорної. Довжина 10 кілометрів.
Починається біля села Дубасно. Далі тече в загальному напрямку на південний схід, протікає село Розсвіт і впадає в Чорну біля села Баньківщина на висоті 160,7 м.